# Karim Bavi
Karim Bavi (en persa: کریم باوی‎; Khorramshahr, Irán; 30 de diciembre de 1964 – 7 de diciembre de 2022) fue un futbolista iraní que jugaba en la posición de delantero.

## Carrera

### Club
| Periodo   | Club            |
| --------- | --------------- |
| 1984–1987 | Shahin FC       |
| 1987–1991 | Persepolis FC   |
| 1991–1992 | Shahin FC       |
| 1992–1993 | Persepolis FC   |
| 1997      | Shahin Ahvaz FC |

### Selección nacional
Jugó de 1985 a 1989 con la selección de Irán, con la que anotó diez goles en 23 partidos, y formó parte de la selección que participó en los Juegos Asiáticos de 1986 y en la copa Asiática 1988.

## Logros

### Club
- Copa Hazfi: una

1987/88
- Liga Provincial de Teherán: cuatro

1987/88, 1988/89, 1989/90, 1990/91

### Individual
- Goleador de la Liga Provincial de Teherán en 1985 con nueve goles.
- Goleador de la Qods League en 1985 con 19 goles.